# دیوار چهارم

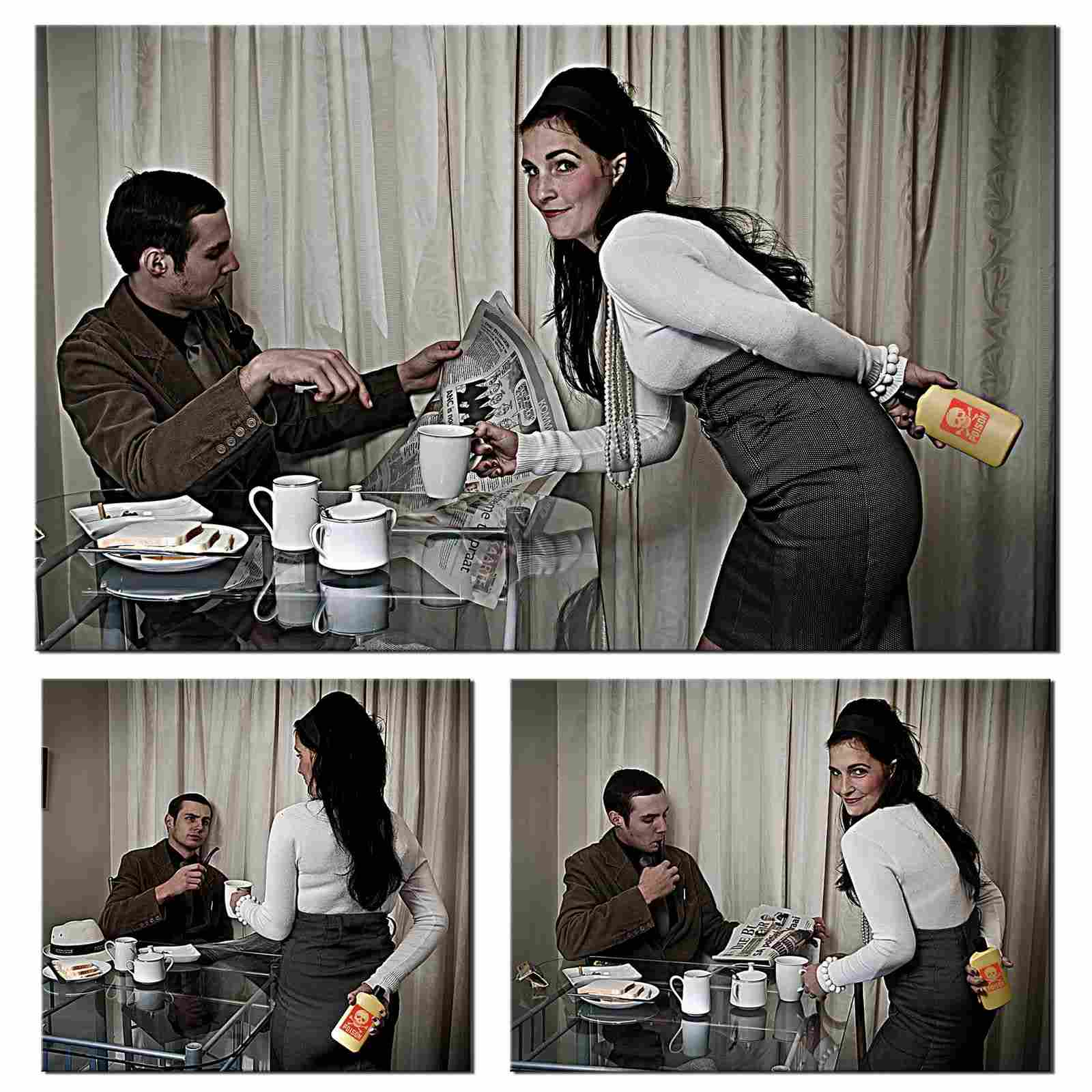
دیوار چهارم

دیوار چهارم مفهومی ناتورالیستی است که اولین بار توسط آندره آنتوان و امیل زولا دربارۀ چگونگی ساختار صحنۀ نمایش مطرح شد.

## ریشه
این اصطلاح از تئاتر، جایی که سه دیوار اطراف صحنه را محصور می‌کنند، می‌آید. این در حالی است که یک دیوار چهارم نامرئی به خاطر تماشاگر کنار گذاشته می‌شود. دیوار چهارم صحنه‌ای است که مخاطب درحال تماشای آن است و با آن مانند یک آینه یک طرفه برخورد می‌کند. مخاطب از حضور داستان آگاه است اما داستان از حضور مخاطب آگاه نیست.

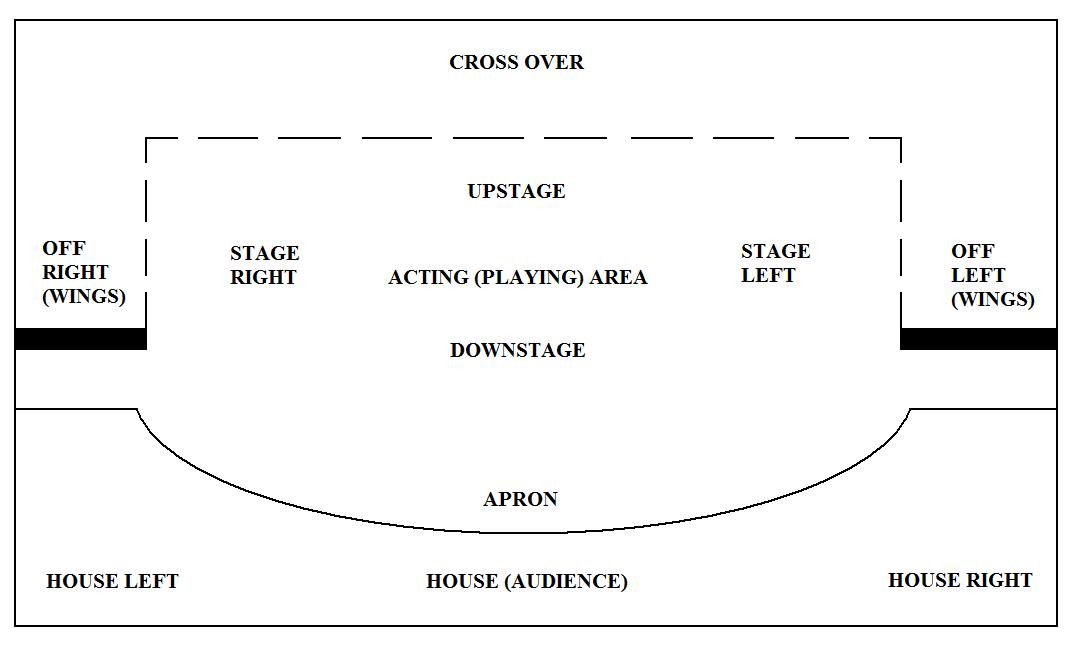
تصویری از نمای یک صحنه از بالا

## آندره آنتوان و دیوار چهارم
آندره آنتوان برای تحقق نظرات ناتورالیستی خود و اميل زولا، در زمينهٔ صحنه آرايی تا بدان جا پيش می‌رود كه مسئلهٔ «دیوار چهارم» را مطرح کرده و می‌گوید که بهترین روش برای صحنه‌آرایی کاملِ یک نمایش آن است که صحنه به طور کامل و بدون توجه به آن‌که تماشاگر در تماشاخانه وجود دارد آرایش شده و زمانی‌که دکور و میزانسن آماده شد، آنگاه کارگردان تصمیم بگیرد که کدام دیوار بهتر است برداشته شود تا تماشاگران نمایش را تماشا کنند.

## برتولت برشت و شکستن دیوار ‌چهارم

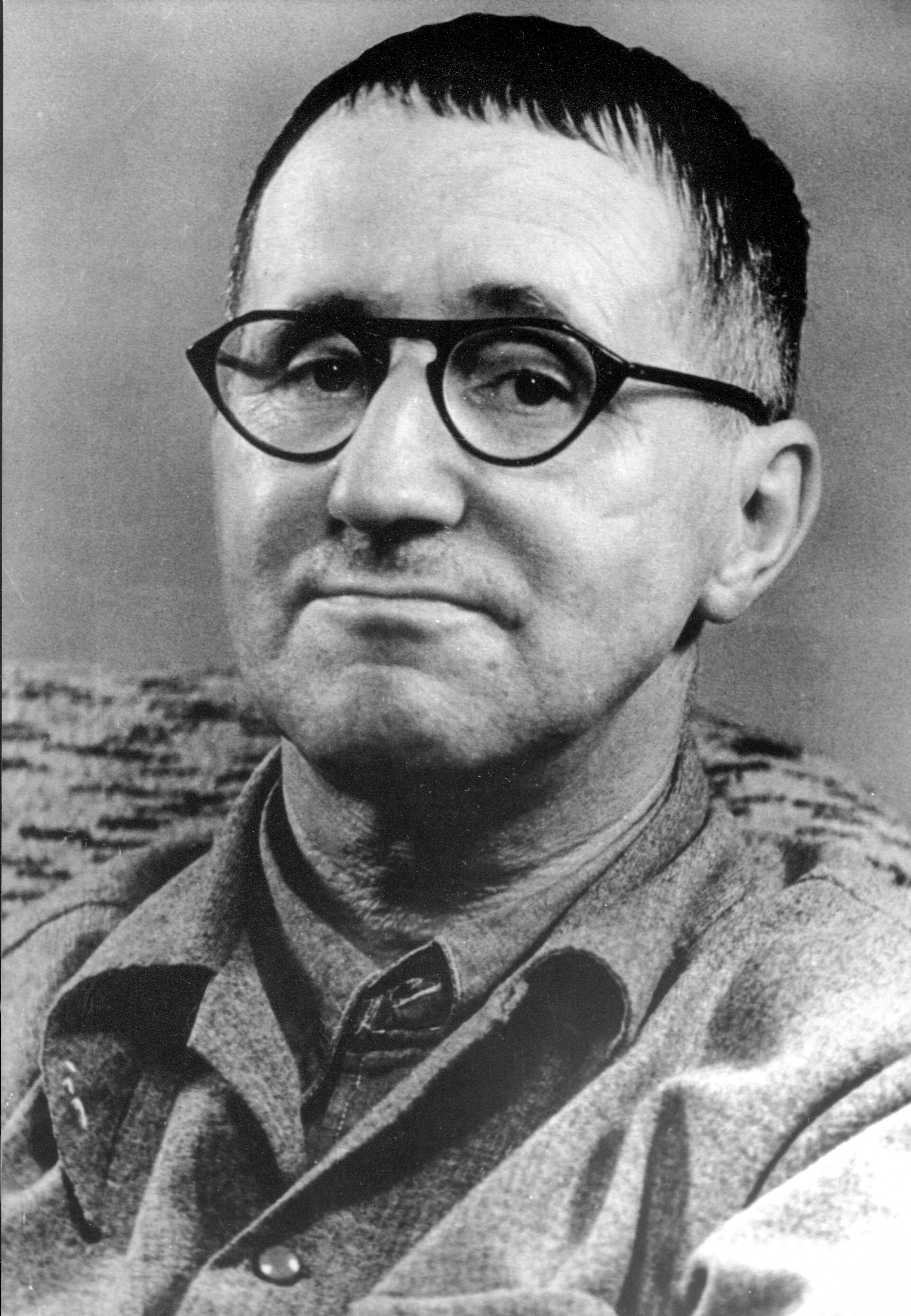
برتولت برشت

صحبت‌کردن به شکلی مستقیم و بی‌واسطه با مخاطبان، دیوار چهارم را می‌شکند‌ و توهم واقعی بودن نمایش را از میان می‌برد. برای نم‌ونه در بسیاری از آثار برتولت برشت مانند دایره گچی قفقازی شخصیت «گروشا» درباره کودکی به نام «مایکل» این‌گونه با مخاطبان صحبت می‌کند: «خودم بزرگش کردم، آیا خودم هم باید نابودش کنم؟ نمی توانم.»

## نمونه‌ها
برای نمونه می‌توان به الیور هاردی، مهران مدیری و سیامک انصاری اشاره کرد که با نگاه کردن به دوربین طنز کارشان را بیشتر می‌کنند.
در دنیای سینمایی مارول شخصیت ددپول نیز دیوار چهارم را می‌شکند.